# Battramsley
Battramsley est un hameau de la paroisse civile de Boldre, dans le New Forest et le comté du Hampshire, en Angleterre.

## Vue d'ensemble
Battramsley se trouve juste à l'ouest du village de Boldre, sur la route A337, entre Brockenhurst et Lymington. 
La Lymington Railway Line passe à Battramsley.
The Hobler Inn, un pub, y est situé.

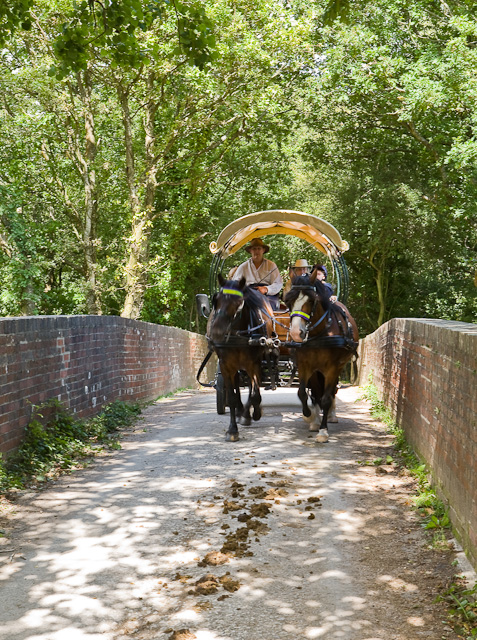
Traversée du pont de chemin de fer.

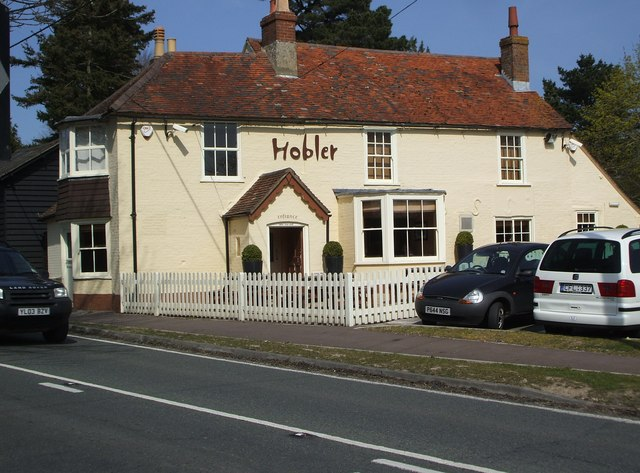
The Hobler Inn, Battramsley.

## Histoire
Battramsley figure dans le Domesday Book de 1086. Il était auparavant détenu conjointement par Saulf et Alfric.
Cette terre a été prise dans la New Forest, à l'exception de 4 acres que Saulf a été autorisé à conserver.
Battramsley est à nouveau mentionnée en 1296 pour de la terre détenue par Alice Foucher,. Elle est passée à sa fille Margery avant 1325.
On trouve des archives de petits domaines à Battramsley détenus par différentes familles au cours des siècles suivants, mais en 1542, le manoir de Battramsley fut vendu à John Mill, acheteur et concessionnaire d’autres domaines de la paroisse. Il est resté dans cette famille jusqu'à la mort de Richard Mill en 1613. Son épouse Mary, qui lui a survécu, a ensuite épousé Thomas Wroughton et ils ont transmis le manoir en 1622 à George Wroughton, probablement frère ou fils.
En 1765, William Buckler se trouvait sur le site du manoir.
Il passa en 1779 à Sir Andrew Hamond, 1er baronnet, capitaine de la Royal Navy qui est devenu baronnet en 1783 pour ses services rendus pendant la guerre d'indépendance américaine.
Le révérend Charles Kingsley, père de Charles Kingsley, l'auteur, a vécu à Battramsley House. 
Un moulin à Battramsley est mentionné en 1296, en 1324 et de nouveau en 1348. C'est probablement le moulin à eau qui dépendit du manoir de John Mill, en 1542, mais aucun enregistrement ultérieur ne sera retrouvé.